# 鳴海醸造店

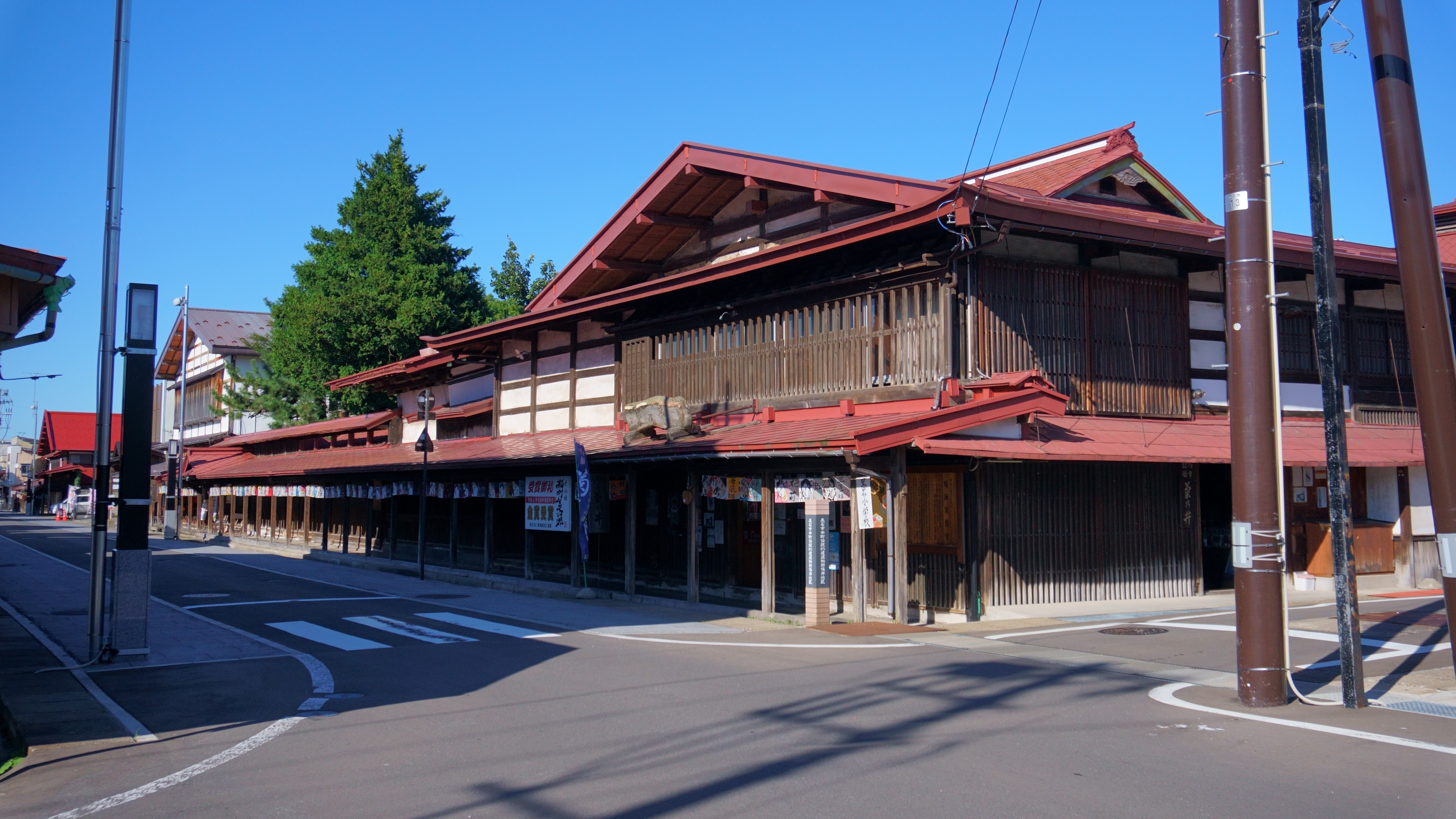
鳴海醸造店。

鳴海醸造店（なるみじょうぞうてん）は、青森県黒石市にある酒造所。創業は1806年（文化3年）。1959年（昭和34年）12月26日に現在の株式会社を設立。代表銘柄は「菊乃井」。「菊乃井」の名は2代目が菊の花を愛し、菊の芳香を酒に取り入れるべく搾りの際に槽口に菊の枝を置いたことに由来する。

## 概要
酒造所は八甲田山の麓となる立地で、仕込み水は南八甲田の雪解け水の伏流水よりなる軟水を使用。
当主は代々「鳴海文四郎」を襲名する（4代目鳴海文四郎については鳴海文四郎を参照）。現在の7代目文四郎は、これまで商品化していなかった大吟醸や純米吟醸などの開発に取り組み、「菊乃井」に加えて「稲村屋」（特別純米）「稲村屋文四郎」（大吟醸）の3本を主力品種として製造する。
2015年（平成27年）の「平成27年青森県産清酒鑑評会」において4冠中3冠（吟醸の部優等賞第1席（県知事賞）・純米の部優等賞第1席（県知事賞）・青森県産米の吟醸の部で青森県産業技術センター理事長賞）を受賞。
住宅兼酒造所は、国の重要伝統的建造物群保存地区「黒石市中町」の中に位置し、中町こみせ通りの歴史的な風景の一部をなしている。なお「鳴海家住宅」は1998年（平成10年）に黒石市指定有形文化財に指定されている。

## 主な銘柄

### 稲村屋文四郎 純米大吟醸
グルコース値（ブドウ糖）が高くでる製法により米の甘さが引き立つ最高級品。県産清酒鑑評会で最高位の知事賞を受賞。

### 稲村屋 特別純米酒
青森県産「華吹雪」「まっしぐら」を使用し、低温で発酵させたやや辛口。

### 菊乃井 特別純米
県産米「華吹雪」、県産酵母「まほろば華」を使用。辛口。

## 鳴海氏庭園
鳴海酒造店の庭園は、2007年（平成19年）に国の登録記念物（名勝地関係）に登録された、大石武学流の様式を持つ日本庭園である。1887年（明治20年）に3代目文四郎の求めに応じて、大石武学流の4代目宗家（師範）のひとり小幡亭樹と、その弟子・池田亭月によって作庭された。居間の沓脱石から飛び石がV字型に配置され、一方は池に面した礼拝石、他方は右手の離れつくばいへと延びている。大石武学流の特徴をよく残していると考えられている。

### 大石武学流
大石武学流の庭園は、冬期間に地域の人々の生活を保障することを目的に豪農が造成したという特徴がある。この関係上、大半が津軽地域に限られる。
宗家六代目の著した「大石武学流築庭のすべて」によると、発祥は三説ある:野本道元の流れとするもの、藤原忠長の流れとするもの、津軽藩主九代寧親の命によるもの、である。
大石武学流には配石などの据え方打ち方に一定の決まり事があるが、他の流派にはこのような決まり事が無いという点で特異である。
座敷の床の前を視点として、拝石、中嶋、滝口、遠山石が一直線上に見えるように配置するのが特徴。
拝石は最も大きい平石であり、概ね庭の中央に配置する。これは供え物を置く台として使うものであり、これに乗るのはマナー違反とされる。
遠山石は他の石に見え隠れするように最奥部に目立たないように据える。最も位の高い石とされ、伝書によると「廿五菩薩ナリ」と注記がある。岩木山に似た姿の石を使う。
飛び石は二筋とし、一方は正面中央の拝石へ、もう一方はつくばいへ通じるように配置する。つくばいの反対側には「二神石」を打つ。